# 1,4-Butanediol
1,4-Butanediol, thông thường được gọi là BD, là hợp chất hữu cơ có công thức HOCH 2 CH 2 CH 2 CH 2 OH. Nó là một chất lỏng nhớt không màu. Nó là một trong bốn đồng phân ổn định của butanediol.

## Tổng hợp
Trong quá trình tổng hợp công nghiệp, acetylene phản ứng với hai chất tương đương formaldehyd để tạo thành 1,4-butynediol. Loại quy trình dựa trên acetylene này là minh họa cho cái gọi là "Hóa học Reppe", sau nhà hóa học người Đức Walter Reppe. Hydro hóa 1,4-butynediol cho 1,4-butanediol. Đường này được sử dụng bởi BASF và Ashland/ISP.    Nó cũng được sản xuất ở quy mô công nghiệp từ maleic anhydride trong quy trình Davy, lần đầu tiên được chuyển đổi thành este methyl maleate, sau đó được hydro hóa. Các tuyến khác là từ butadien, allyl axetat và axit succinic.
Một con đường sinh học đến BDO đã được thương mại hóa sử dụng một sinh vật biến đổi gen. Quá trình sinh tổng hợp tiến hành thông qua 4-hydroxybutyrate.

## Sử dụng công nghiệp
1,4-Butanediol được sử dụng công nghiệp làm dung môi và trong sản xuất một số loại nhựa, sợi đàn hồi và polyurethan. Trong hóa học hữu cơ, 1,4-butanediol được sử dụng để tổng hợp γ-butyrolactone (GBL). Với sự hiện diện của axit photphoric và nhiệt độ cao, nó làm mất nước thành tetrahydrofuran dung môi quan trọng.  Khoảng 200 °C với sự có mặt của chất xúc tác ruthenium hòa tan, diol trải qua quá trình khử hydro để tạo thành butyrolactone.
Sản lượng 1,4-butanediol trên thế giới được tuyên bố là khoảng một triệu tấn mỗi năm và giá thị trường khoảng 2.000 US$ (€ 1.600) mỗi tấn (năm 2005). Năm 2013, sản lượng trên toàn thế giới được tuyên bố là hàng tỷ lbs (phù hợp với khoảng một triệu tấn).
Gần một nửa trong số đó được khử nước thành tetrahydrofuran để tạo ra các loại sợi như Spandex. Nhà sản xuất lớn nhất là BASF.

## Độc tính và sử dụng như một loại thuốc giải trí

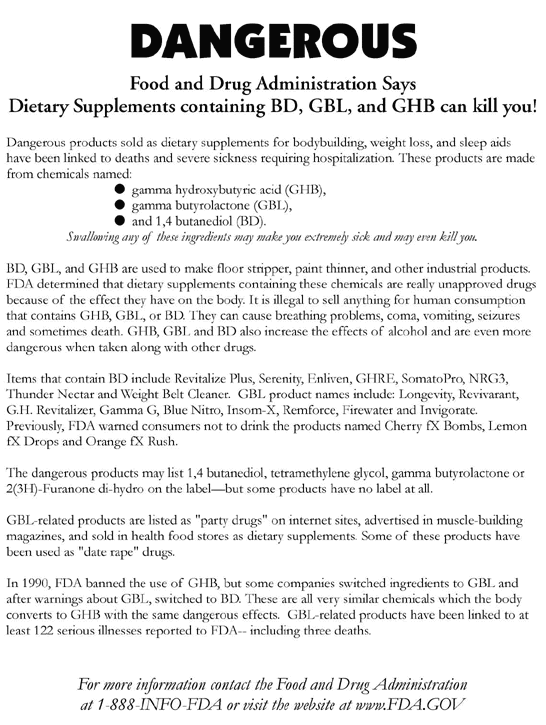
FDA cảnh báo chống lại các sản phẩm có chứa GHB và các sản phẩm của nó, chẳng hạn như 1,4-butanediol.

1,4-Butanediol cũng được sử dụng như một loại thuốc giải trí được một số người dùng gọi là "One Comma Four", "Liquid Fantasy", "One Four Bee" hoặc "One Four BDO". Nó có tác dụng tương tự như γ-hydroxybutyrate (GHB), một sản phẩm chuyển hóa của 1,4-butanediol.   Khi trộn với các loại thuốc khác, lạm dụng 1,4-butanediol đã dẫn đến nghiện và tử vong.

### Dược động học
1,4-Butanediol được chuyển đổi thành GHB bởi các enzyme rượu dehydrogenase và aldehyd dehydrogenase và mức độ khác nhau của các enzyme này có thể giải thích cho sự khác biệt về tác dụng và tác dụng phụ giữa người dùng.  Trong khi việc đồng quản trị ethanol và GHB đã gây ra những rủi ro nghiêm trọng, việc đồng quản trị ethanol với 1,4-butanediol sẽ tương tác đáng kể và có nhiều rủi ro tiềm ẩn khác. Điều này là do các enzyme tương tự chịu trách nhiệm chuyển hóa rượu cũng chuyển hóa 1,4-butanediol nên có khả năng tương tác thuốc nguy hiểm.   Bệnh nhân trong phòng cấp cứu sử dụng quá liều cả ethanol và 1,4-butanediol thường xuất hiện các triệu chứng ngộ độc rượu ban đầu và do ethanol được chuyển hóa 1,4-butanediol sau đó có thể cạnh tranh tốt hơn với enzyme và giai đoạn nhiễm độc thứ hai xảy ra. khi 1,4-butanediol được chuyển đổi thành GHB.  

Con đường chuyển hóa của 1,4-butanediol, γ-butyrolactone và γ-hydroxybutyric acid (GHB).

### Dược lực học
1,4-Butanediol dường như có hai loại hành động dược lý. Các tác dụng tâm sinh lý chính của 1,4-butanediol là do nó được chuyển hóa thành GHB; tuy nhiên có một nghiên cứu cho thấy rằng 1,4-butanediol có thể có tác dụng dược lý giống như rượu mà không phải do chuyển đổi này.  Nghiên cứu đi đến kết luận này dựa trên phát hiện rằng 1,4-butanediol được dùng cùng với ethanol đã dẫn đến việc tạo ra một số tác động hành vi của ethanol. Tuy nhiên, việc tăng cường tác dụng của ethanol có thể chỉ đơn giản là do sự cạnh tranh của các enzyme rượu dehydrogenase và aldehyd dehydrogenase với 1,4-butanediol phối hợp. Các bước giới hạn tỷ lệ trao đổi chất được chia sẻ do đó dẫn đến làm chậm quá trình trao đổi chất và thanh thải cho cả hai hợp chất bao gồm acetaldehyd chuyển hóa độc hại đã biết của ethanol.
Một nghiên cứu khác cho thấy không có tác dụng sau khi tiêm nội não ở chuột 1,4-butanediol. Điều này mâu thuẫn với giả thuyết rằng 1,4-butanediol có tác dụng dược lý giống như rượu.
Giống như GHB, 1,4-butanediol chỉ an toàn với số lượng nhỏ. Các tác dụng bất lợi ở liều cao hơn bao gồm buồn nôn, nôn, chóng mặt, an thần, chóng mặt và có khả năng tử vong nếu ăn phải một lượng lớn. Tác dụng giải lo âu giảm dần và tác dụng phụ tăng lên khi sử dụng kết hợp với rượu.

### Tính hợp pháp
Trong khi 1,4-butanediol hiện không được lên kế hoạch liên bang tại Hoa Kỳ, một số tiểu bang đã phân loại 1,4-butanediol là một chất được kiểm soát. Các cá nhân đã bị truy tố vì 1,4-butanediol theo Đạo luật Tương tự Liên bang về cơ bản tương tự như GHB. Một trường hợp liên bang ở New York năm 2002 đã phán quyết rằng 1,4-butanediol không thể được coi là một chất tương tự của GHB theo luật liên bang, nhưng quyết định đó sau đó đã bị lật đổ bởi Mạch thứ hai. Tuy nhiên, Tòa án quận Liên bang ở Chicago phán quyết rằng 1,4-butanediol không thể được coi là một chất tương tự của GHB theo luật liên bang, và Tòa án phúc thẩm vòng thứ bảy đã giữ nguyên phán quyết đó. Tại Vương quốc Anh, 1,4-butanediol đã được lên kế hoạch vào tháng 12 năm 2009 (cùng với một tiền chất GHB khác, gamma-butyrolactone) là một chất được kiểm soát loại C. Ở Đức, loại thuốc này không rõ ràng là bất hợp pháp, nhưng cũng có thể được coi là bất hợp pháp nếu được sử dụng như một loại thuốc. Nó được kiểm soát như một tiền thân của Lịch VI tại Canada.

### Ô nhiễm năm 2007 của đồ chơi Bindeez
Một món đồ chơi tên là " Bindeez " ("Aqua Dots" ở Bắc Mỹ) đã bị nhà phân phối thu hồi vào tháng 11 năm 2007 vì sự hiện diện của 1,4-butanediol. Đồ chơi bao gồm các hạt nhỏ dính vào nhau bằng cách tưới nước. 1,4-Butanediol được phát hiện bởi GC-MS.  Nhà máy sản xuất dường như đã có ý định cắt giảm chi phí bằng cách thay thế 1,5-pentanediol ít độc hơn bằng 1,4-butanediol. ChemNet Trung Quốc niêm yết giá 1,4 butanediol vào khoảng 1.350 USD2.800 USD/tấn, trong khi giá của 1,5-pentanediol là khoảng 9.700 USD mỗi tấn.